# 특수작전군
특수작전군(일본어: 特殊作戦群 도쿠슈사쿠센군[*], 영어: Special Forces Group (SFGp))은 육상자위대의 특수부대로, 제1공정단과 같은 지바현 후나바시시의 나라시노 주둔지에 주둔하고 있다.

## 역사
1998년 방위청은 육상자위대에 대테러 활동을 담당할 부대를 창설하기 위해 나라시노 기지에 주둔한 제1공정단의 병사를 미국의 델타 포스로 파견하면서, 같은 시각 제1공정단내에 특수 작전단의 편성준비실과 두개의 특수작전연구대인 G 소대(편제부대)과 S 소대(연구부대)를 설치했다.
2003년 12월 창설요원의 일부를 차출하여 이라크 재건지원단 경비요원으로서 이라크에 파견하고, 이듬해 2004년 3월 방위청장관 직속부대로서 창설을 마친다.
2007년 3월 31일 도쿄 북부에 위치한 아사카 기지에서 중앙즉응집단이 창설되었다. 그와 함께 제1공정단, 제1헬리콥터단과 함께 국방대신 직할에서 중앙즉응집단의 예하 부대로 재편되었다.
2008년 3월 26일 영어 표기를 Special Operations Group (SOG)에서 Special Forces Group (SFGp)로 고쳤다.

## 조직 구조
1등 육좌 계급의 장교가 지휘를 맡는다. 지휘부 아래에 본부 중대와 3개 작전 중대가 있으며, 그 예하의 4개 소대는 자유 낙하, 해상전, 산악전, 시가전의 특수한 전투 환경에 특화되어 있다. 다시 분대는 각각 잠입, 돌격, 저격, 지원에 특화된 병사들로 구성되어 있다. 부대의 규모는 APP-6A를 기준으로 대대급 제대에 해당되고, 자위대에서는 군(群)급 제대이다.

### 본부
- 지휘관 (1등 육좌)
- 집행장교 (2등 육좌)
- 지휘부
  - 제1과 (총괄, 서무)
  - 제2과 (정보)
  - 제3과 (작전입안, 부대운용, 훈련계획)
  - 제4과 (보급)

### 부대
- 본부 관리중대 (3등 육좌 지휘)
  - 수송/정보/의무/통신/장비 연구/보급 소대
- 제1중대
  - 본부 소대
  - 제1소대 (자유 낙하)
    - 각 특화된 분대 (잠입, 돌격, 저격수, 지원)

  - 제2소대 (해상전)
  - 제3소대 (산악전)
  - 제4소대 (시가지전)
- 제2중대
- 제3중대
- 교육대

## 장비

### 개인 피복,장구
특수작전군은 임무의 특성상 다양한 전투복과 장구를 장비하고 있으며 임무에 따라 카모복 3형, 전투복 시가지용, 멀티캠 위장북  등을 착용하고 사유물이나 미군 등 외국 군대의 장비도 볼 수 있다.
- 미채복 3형(迷彩服3型)
- 미채복 3형 시가지용(迷彩3型市街地用)
- 전투복 시가지용(戦闘服市街地用)

일반부대에 배치된 위장복 외에 짙은 감색 위장복 등 자체 장비가 지급되고 있다.육상자위관 복장세칙(1947년 2월 28일 육상자위대달 제24-8호) 제4조제1항 및 별표 제1에서는 전투복장을 일반용, 항공용, 공정용, 기갑용 및 시가지용으로 분류하고 있으며 전투복장시가지용은 특수작전군 자위관(배치예정을 포함한다)이 출동, 교육훈련 등에 종사하는 경우에 착용할 수 있는 것으로 알려져 전투복장시가지용, 방한전투외의시가지용, 전투장갑시가지용 및 전투화 시가지용이 그 착용품으로 되어 있다.2022년 호주 국방부 및 방위성 공식 SNS를 통해 공개된 이미지에서 특수작전군 대원이 시가지용 위장전투복을 착용하고 있음을 확인할 수 있다.(현재 공식 SNS에서는 삭제되었다.)

- 멀티캠 위장복

임무·작전에 따라 착용된다.미일 공동 통합 연습 「킨 소드 23」에서는, 멀티캠을위장복 착용하고 있는 대원을 확인할 수 있다.
- 멀티캠 위장의 각종 장비품

위장복 외에 멀티캠의 각종 장비품을 보유하고 있으며, 호주국방부에서 공개한 이미지에서 특수작전군 대원이 멀티캠의 벨트키트를 장비하고 있는 것으로 확인되었다.
- 컴뱃셔츠

호주국방부에서 공개된 이미지에서 특수작전군 대원이 카모복 3형과 동일한 디자인의 를 착용하고 있다.
- 18식 방탄 조끼(18式防弾チョッキ)
- 방탄조끼 3형 개 (防弾チョッキ3型 改)
- FAST 헬멧
- 88식철모(88式鉄帽)

중앙즉응집단편성 완결식에서 제1공정단에서 사용되고 있는 것과 동일한 3점식 턱끈 사양의 것을 장비하고 있었음이 확인되었다.
- 난연성추출모(발라클라바)
- JGVS-V8 개인용 암시장치(個人用暗視装置)
- GPNVG-18 사안형 암시장치(四眼型暗視装置)

대외군사판매(FMS)로 구매.호주국방부에서 공개된 이미지에서 특수작전군 대원이 장비하고 있음을 확인할 수 있다.
- 개인 방호 장비(個人防護装備)
- 기밀 방호북(気密防護服)
- 바리스틱 고글
- 난연소재장갑, 대열대마모소재장갑

### 자동소총
통상 부대와 비교해 해외제 소총을 적극 배치, 사용하고 있다.
- M4A1 군용 광학 조준기 등을 미국정부에 무허가로 일본에 수출하여 기소된 미 육군 대위,이이시바 토모아키의 성명문에 의해 육상자위대가 M4 카빈을 구입, 채용하고 있음이 판명되었다. 또한 2007년과 2008년에 QDSS-NT4 서프레셔 및 M203A2 그레네이드 런처와 함께  대외군사판매(FMS) 로 M4 카빈을 구입한 것도 확인되었다.

- H&K HK416

특수소총 B로 조달돼 UH-60블랙호크에 탑승했던 대원들이 장비한 것으로 확인됐으며 2022년 호주에서 진행된 훈련 영상에서도 확인됐다.이때 광학 조준기, 레이저 모듈, 플래시 라이트, PMAG 및 H&KGEN 3 매거진 등을 사용하고 있는 것으로 확인되고 있다.
- H&K HK417

보급통제본부의 공모정보에 '기술원조' 명목으로 '중앙조달과 관련된 공고'에 기재되어 있다.
- FN SCAR
- 20식 소총 (20式小銃)

신축식  개머리판, 앰비 구조 등 선진적 특징을 갖춰 방청성과 배수성능, 확장성이 대폭 향상된 최신 20식 소총이 우선 배치돼 있다.
- 89식 소총 (89式小銃)

좁은 공간에서도 다루기 쉽고, 시가전 등에 적합한 접절식 개머리판 모델 타입으로 개조된 89식 F형이 배치돼 있다.89식 F형은 특수작전군 외에 공수병 (제1공정단) .전차병 정찰병 장갑보병이 장착돼 있다.

### 기관단총・기관권총
시가전나 CQB 전투, 대테러 작전에 대비하기 위해 사격 속도가 빠르고 휴대성이 뛰어나 좁은 공간에서 다루기 쉬운 단기관총·기관권총이 많이 장비된다.
- H&K MP7

4.6x30mm탄의 조달이 확인되었다.
- H&K MP5

UH-60JA에 탑승했던 특수작전군대원 중 일부가 휴대.
- SIG MPX

9mm 보통탄(MPX)이 방위장비청에서 조달되고 있다.
- 9mm 기관권총(9mm機関拳銃)

### 기관총
부대 지원 등에 사용되며, 임무에 따라 삼각대, 경장갑기동차(고마쓰 LAV)등의 차량이나 CH-47JA, UH-60JA 등의 헬리콥터, 항공기 등에 장착해 사격한다.
- FN 미니미(5.56mm機関銃MINIMI)

62식 7.62mm 기관총 삼각대 장착 가능하며, 근거리 조준용 암시장치나 장거리 사격 시 직접 조준안경을 착용하는 경우도 있다.
- M2 브라으닝( 12.7mm重機関銃M2 )

삼각대를 장착한 운용 외에 전용 가대에 올려 진지방위용으로 설치하거나 대공화기로 사용.또 군용 차량과 헬기·항공기에도 탑재된다.
- M134 미니건

UH-60JA·CH-47JA에 탑재해 운용된다.

### 저격소총
원거리의 적을 사격 제압하다.7.62x51mm NATO탄을 사용하는 대인 소총 외에 M2 브라우닝등 중기관총과 같은 12.7x99mm NATO탄(.50BMG탄)을 사용하는 대물 소총을 장착하고 있다.
- M24 SWS
- 배럿 M82

- 사코 TRG

2023년1~2월에 실시된 '2021년도 미국에서의 실동훈련(FOIP~자유롭게 열린 인도태평양을 위하여~'에서 미국 육군 특수작전명령과의 공동훈련에서 M24A2와 함께 사용.
- 레밍턴MSR

### 권총
권총은 은밀성이 뛰어나 기관단총과 마찬가지로 휴대성이 높고 실내 등 좁은 지형에서도 다루기가 용이하다.공작원과 같이 신분을 숨긴 임무도 있으며 소총 등의 장비를 할 수 없는 경우 등에 서프레셔 등을 장착한 상태에서 암살이나 공작활동에 사용한다.
- 헤클러운트코흐 범용 반자동권총(H&K USP)

본체 외에 서프레셔와 광학 조준기가 배치되어 있다.
- 9mm 권총(9mm拳銃)

2007년 3월 31일의 중앙즉응집단 편성 완결식에서 보도진 앞에 모습을 나타냈을 때에 레그 홀스터(사파리랜드 6004)에 넣어 휴대.
- SIG P226
- H&K SFP9
- 11.4mm대구경 권총
- 휴대용 은밀 소형 권총

### 어태치먼트
개인의 사유장비와  대외군사판매(FMS) 구입한 장구를 볼 수 있다.
- M203 유탄발사기

- QDSS-NT4 소음기

### 유도탄・미사일
- 91식 지대공 미사일 SAM-2(91式地対空誘導弾)

- 01식 대전차 유도탄 ATM-5(01式対戦車誘導弾)
- 칼 구스타브 84mm무반동총(84mm無反動砲B)

- 판처파우스트 3(110mm個人携帯対戦車弾)

### 척탄 지뢰
- 96식 40mm 자동 척탄총(96式40mm自動擲弾銃)

- 각종 파편 수류탄

- 각종 연막탄(스모크 그레네이드)

- 섬광탄 (스탠그레네이드)

섬광 발음통 1형(閃光発音筒1型) 및 다단식 섬광 발음통(多段式閃光発音筒) 의조달이 확인되고 있다.
- 92식 대전차 지뢰(92式対戦車地雷)

### 기타 휴대품
특수작전군은 통상 전투 이외에 대테러 작전, 산악전 등 특수전을 치르기 때문에 임무에 맞는 특수 휴대품을 많이 갖추고 있다.
- 21.5mm  신호 권총 (21.5mm信号拳銃)
- 특수 경봉(特殊警棒 special Security baton)

배턴 홀스터의 조달이 확인되고 있다.또 중앙즉응연대, 해상자위대 출입검사대, 경무대도 특수경봉을 갖추고 있다.
- 수갑
- 형광봉(케미컬 라이트)
- 개인 휴대 구급품

IFAK(Individual First Aid Kid) 등을 장비하고 있다.특수부대는 임무 특성상 일반부대보다 선진적이고 고도의 구호 기자재를 장비한다.
- 스위스 군용 칼, 서바이벌나이프
- 나침반(렌저틱 컴퍼스)
- 손전등(택티컬 라이트)
- 쌍안경 등(일부 레이저 측거의 등 내장)
- 각종 센서, 드론 등 정찰·정보 수집 기자재
- 각종 야외 통신기기(위성 통신 기자재 등)
- GPS 항법 기기(이른바 가르민 등)
- 휴대용 폭발물 탐지장치 2형(携帯爆発物探知装置2型)
- 화학제 검지기(化学剤検知器)
- CR 검지기(CR検知器)
- 부대용 선량계(部隊用線量計)
- 선량계 3형(線量計3型)
- 중대 선량률계 3형(中隊線量率計3型)
- 휴대 선량계 세트(携帯線量計セット)
- 휴대 기상계(携帯気象計)
- 리블리저(CCR)
- 자유 강하 우산

### 소속
- 방위대신 직할, 2004년 3월 29일
- 중앙즉응집단, 2007년 3월 28일
- 육상총대, 2018년 3월 27일

### 계보
- 2004년 3월 27일, 특수작전군
Special Operations Group (SOG)
- 2008년 3월 26일, 특수작전군
Special Forces Group (SFGp)

## 같이 보기
- 중앙즉응집단
  - 제1공정단
  - 제1헬리콥터단
  - 중앙즉응연대
- 서부 방면 보통과연대